# Mario Segre
 (mars 2024).
Mario Segre, né le 16 octobre 1904 à Turin et mort assassiné à Auschwitz le 23 mai 1944, est un épigraphiste italien d'origine juive, victime de la Shoah.

## Biographie
Mario Segre naît à Turin dans une famille juive, fils de Giuseppe Segre et d'Ida Luzzati. Il est le frère aîné du politologue et philosophe Umberto Segre.
Après que sa famille a déménagé à Gênes, Mario y fréquente le lycée Andrea Doria, puis s'inscrit à la faculté de lettres et de philosophie de l'université de Gênes. Il obtient un diplôme de littérature ancienne en 1926, puis il se consacre entre 1927 et 1933 à l'enseignement du grec et du latin dans le secondaire à Gênes, Bressanone, Alba et Milan. Mais sa véritable passion est l'épigraphie. En 1930, il obtient une bourse de l'École royale archéologique italienne d'Athènes (devenue après la fin de la monarchie italienne la Scuola archeologica italiana di Atene) et en 1931, il est admis au concours de l'Institut historique et archéologique de Rhodes. À partir de là, Segre participe à des fouilles archéologiques, faisant de Rhodes, appartenant alors à l'Italie, le centre de son travail d'épigraphiste, visitant les îles de Cos, Kalymnos et Karpathos, effectuant de nombreuses excursions également en Anatolie et publiant de nombreuses inscriptions issues de ces îles et de l'ancienne région de la Lycie. Fondamentalement intéressé par l'histoire, Segre se consacre à l'étude des inscriptions hellénistiques, publiant de nombreux ouvrages, parmi lesquels se distingue le Corpus des inscriptions de Kalymnos, publié à titre posthume en 1952.
En 1934, Segre obtient un diplôme d'enseignant en épigraphie et antiquités grecques, et exerce à l'université d'État de Milan. À partir de 1936, il travaille pour l'Institut royal d'archéologie et d'histoire de l'art de Rome (devenu après la fin de la monarchie italienne l'Institut national d'archéologie et d'histoire de l'art).
En 1938, à la suite de l'instauration des lois raciales fascistes, il perd son poste d'enseignement d'épigraphie grecque et il est mis à la retraite par le ministère de l'Éducation nationale à l'âge de 34 ans. Il ne peut se présenter au premier Congrès international d'épigraphie, qui se tient à Amsterdam en 1938, et l'un de ses ouvrages sur l'île de Kalymnos est immédiatement censuré sur ordre du régime fasciste. Contrairement à son frère Umberto Segre, un antifasciste engagé comme ses jeunes cousins Vittorio Foa et Piero Luzzati, Mario ne s'implique pas dans la vie politique du régime et n'adopte jamais pris de position précise. En 1938, il se rend à Londres, où il obtient une bourse de l'université d'Oxford, mais il retourne en Italie, car il s'est engagé auprès de Cesare Maria De Vecchi, gouverneur du Dodécanèse italien, à terminer le Corpus des inscriptions des îles de la mer Égée, pour lequel il a exposé le plan de publication. En février 1939, il retourne à Rhodes mais, contraint de signer la déclaration d'appartenance à la race juive, il doit abandonner ses recherches et ses fouilles en 1940 et retourner à Rome. Fin 1940, il envoie une lettre à Louis Robert l'informant de sa situation personnelle : « J'ai dû laisser le travail de Rhodes à la fin mai ; la bourse que je devais avoir ne m'a pas été remise à cause de la guerre. Ainsi je suis à Rome, je vis comme je peux [...] Il faut toujours avoir de la confiance ; les temps ne seront pas toujours durs, même pour qui a été rudement éprouvé ».
En septembre 1941, il épouse Noemi Cingoli, union de laquelle il a un fils en août 1942, prénommé Marco. Il vit de cours particuliers, poursuivant son activité d'épigraphiste et travaillant à la compilation de quelques entrées dans l'Encyclopédie mineure dirigée par Giovanni Gentile, en signant du nom de son amie, l'archéologue Luisa Banti.
Après le 8 septembre 1943, la situation devient dramatique. Le 16 octobre 1943, la mère et la sœur de Segre sont victimes de la rafle du ghetto de Rome, toutes deux déportées à Auschwitz. Sa mère meurt dans le train qui les y conduit, sa sœur dans les chambres à gaz. Son frère Umberto se réfugie en Suisse avec sa famille. Mario, sa femme et son enfant trouvent l'hospitalité à l'Institut suédois d'études classiques de Rome, qui bénéficie de l'extraterritorialité. Mais le 5 avril 1944, ils sont tous les trois arrêtés, à la suite de la dénonciation de deux policiers fascistes alors qu'ils se trouvent à l'extérieur de l'Institut en compagnie de Filippo Magi, assistant en archéologie classique à la Direction générale des Musées du Vatican. La Secrétairerie d'État du Saint-Siège, en la personne de Giovanni Battista Montini (le futur pape Paul VI), intervient le 15 avril auprès de l'ambassadeur d'Allemagne Ernst von Weizsäcker pour obtenir leur libération. Cette tentative est un échec.
Mario Segre, Noemi Cingoli et le petit Marco sont incarcérés à la prison romaine de Regina Coeli, puis transférés à Fossoli et Padoue et enfin déportés à Auschwitz où ils sont tués dans les chambres à gaz le 24 mai 1944, le soir même de leur arrivée. 

## Publications
- Un poema colombiano del Settecento. Columbus di Ubertino Carrara, (1715), Rome, Istituto Cristoforo Colombo, 1925.
- Documenti di storia ellenistica da Cipro, Rome, Ist. Poligrafico dello Stato, 1952.
- Tituli Calymnii, Bergamo, Istituto italiano d'arti grafiche, 1952.
- Iscrizioni di Cos, 2 voll., Rome, L'Erma di Bretschneider, 1993.  (ISBN 8870628302)
- Pausania come fonte storica. Con un'appendice sulle fonti storiche di Pausania per l'età ellenistica, 2 voll., Rome, DBcard, 2004.  (ISBN 8826703817); Rome, Edizioni associate, 2007.  (ISBN 9788826703824)